# Dolmen von Serrahn
Der erweiterte Dolmen von Serrahn mit der Sprockhoff-Nr. 384 entstand zwischen 3500 und 2800 v. Chr. und ist ein ausgegangener Rechteckdolmen der Trichterbecherkultur (TBK).
Das nord-süd orientierte Großsteingrab lag bei Serrahn im Landkreis Rostock in Mecklenburg-Vorpommern. Die neolithische Megalithanlage im mit Randsteinen gefassten und von einer Rollsteinschicht bedeckten Rundhügel wurde von Ewald Schuldt (als Serrahn 2 bezeichnet) ausgegraben.
Von dieser Anlage waren alle fünf Tragsteine in situ, aber keiner der beiden Decksteine. Ein abgewälzter Deckstein mit 107 Schälchen lag in der Nähe. Es fehlten die Steine des Zugangs, der im Süden lag. Die Kammer war 2,5 m lang, 1,5 m hoch und 1,3 m breit. Die mehrschichtige Diele bestand aus: 
- einem primären Pflaster aus kleinen Rollsteinen über die ein dünner Lehmestrich gezogen war, der sich durch Feuereinwirkung rötlich verfärbt hatte und worauf sich Asche und Holzkohle fand.
- Die primäre Diele hat ein Quartier und war mit dünnen Gneisplatten und einem zweiten, ebenfalls rot gefärbten Lehmestrich, bedeckt.
- Eine Schicht dünner Gneisplatten, die wie jene der sekundären Diele aus dem Zwischenmauerwerk entfernt wurden, mit Lehmestrichüberzug und intensiver Brandrötung, bildete die dritte Diele, auf der die Funde der Kugelamphorenkultur (KAK) in dem einzigen Quartier lagen.

Die Funde bestanden aus menschlichen Knochen (darunter sieben Schädel und vier durchbohrte Zähne) sowie 36 Scherben, fünf Klingen, vier Querschneidern, zwei Hohlmeißeln, zwei Knochengeräten und einer Kugelamphore, einer Schüssel und einer Trichterschale sowie einem Bohrer und einem Schaber. Die Untersuchung ergab, dass sie durch die Träger der KAK nachgenutzt wurde.
Eindrucksvoll sind die Abschläge, die auf mehreren Haufen an den stelenartigen Blöcken der Einfassung zutage kamen. Sie lagen so eng zusammen, dass ihre Herstellung zweifelsfrei am Fundplatz erfolgt sein muss.